# Ritchiea jansii
Ritchiea jansii är en kaprisväxtart som beskrevs av Ernst Wilczek. Ritchiea jansii ingår i släktet Ritchiea och familjen kaprisväxter. Inga underarter finns listade i Catalogue of Life.